# Ernani Terra
Ernani Terra (São Paulo, 10 de julho de 1951) é professor e pesquisador brasileiro, doutor em Língua Portuguesa e autor de diversos livros nas áreas de língua portuguesa, literatura e leitura e produção de texto.
É professor desde 1974, quando entrou na Faculdade de Filosofia, Letras e Ciências Humanas da Universidade de São Paulo, tendo lecionado em diversos colégios e cursos preparatórios para vestibulares nas cidades de São Paulo, Santos e Campinas. No ensino superior, lecionou as disciplinas Práticas de Leitura e Escrita e Metodologia do Trabalho Científico. Em 1984, formou-se em Direito pela USP e advogou por dez anos.
É doutor em Língua Portuguesa pela Pontifícia Universidade Católica de São Paulo (PUC-SP), onde defendeu a tese Leitura de professores: uma teoria da prática. Desenvolveu pesquisa em nível de pós-doutorado sobre o discurso da interdição na obra Crônica da Casa Assassinada, de Lúcio Cardoso, com fundamento na Semiótica discursiva. Desenvolve pesquisas sobre o discurso literário com fundamento na Semiótica discursiva, leitura do texto literário e estudos de linguagem para o ensino de português.